# Кіртон (острів)
Кіртон — невеликий прибережний острів, що лежить за 6 км на захід від мису Дейлі, Земля Мак-Робертсона, Антарктида, і приблизно 3 км на південь від острова Маклін . Він був нанесений на карту норвезькими картографами з повітряних фотографій, зроблених експедицією Ларса Крістенсена, 1936–37, і був названий Австралійським комітетом антарктичних імен М. Кіртоном, геофізиком на станції Моусон в 1959 р.

## Важлива зона для птахів
195 Гектара, які охоплює острів Кіртон та сусідній острів Маклін, а також пов'язані з ними менші острови та проміжну морську зону, були визнані BirdLife International важливою зоною для птахів (IBA), оскільки на стан 2006 року вони підтримують близько 13 000 пар гніздових пінгвінів Аделі. 

## Дивитися також
- Список антарктичних та субантарктичних островів